# Fanclub (album)
Fanclub (ファンクラブ?, Fankurabu) è il terzo album in studio del gruppo rock giapponese Asian Kung-Fu Generation, pubblicato nel 2006.

## Tracce
1. Waltz in Code (暗号のワルツ; Angō no Warutsu) – 4:25
2. World Apart (ワールドアパート; Wārudo Apāto) – 4:29
3. Blackout (ブラックアウト; Burakkuauto) – 5:19
4. Primrose (桜草; Sakurasō) – 3:53
5. Rabbit in the Back Alley (路地裏のうさぎ; Rojiura no Usagi) – 2:47
6. Blue Train (ブルートレイン; Burū Torein) – 4:19
7. Midwinter Dance (真冬のダンス; Mafuyu no Dansu) – 3:25
8. Butterfly (バタフライ; Batafurai) – 4:44
9. Senseless (センスレス; Sensuresu) – 5:36
10. Moonlight (月光; Gekkō) – 6:22
11. Tightrope (タイトロープ; Taito Rōpu) – 5:28

## Formazione
- Masafumi Gotō – voce, chitarra
- Kensuke Kita – chitarra, cori
- Takahiro Yamada – basso, cori
- Kiyoshi Ijichi – batteria